# Albert-Plage
Albert-Plage (Albertstrand) fait partie de la bande côtière de Flandre-Occidentale et fait partie de la commune de Knokke.

## Localisation
Albert-Plage est situé entre Duinbergen à l'ouest et Knokke et Le Zoute à l'est.

## Histoire
La station balnéaire a été créée après l'effondrement de la digue qui reliait Knokke-Bad à Duinbergen en hiver 1921-1922 lors d'une tempête. Le terrain derrière lui, propriété de la société de développement Société de Knocke-Duinbergen-Extension, fondée en 1911, perd de sa valeur. et a été acheté par Joseph Nellens, un riche industriel anversois et sénateur. Celle-ci acquiert 220 ha du domaine le 6 avril 1922. Sa Société Immobilière Knocke Balnéaire a commencé à attribuer la surface.
Nellens souhaite fonder une station balnéaire florissante et propose au ministère des Travaux publics de démolir les parties intactes de la digue et d'en construire une nouvelle à 100 mètres à l'intérieur des terres. C'est ainsi qu'a été créé Albert-Plage, du nom du roi Albert Ier de l'époque. Un grand nombre de chalets ont été construits, selon les directives d'un plan daté du 18 mai 1900 par l'urbaniste Hermann-Josef Stübben.
La digue a été achevée en 1925 et un nouveau casino, ouvert le 5 juillet 1930, a été construit.
Le fils de Joseph Nellens, Gustave, succède à son père à la direction du casino, auquel succède en 1971 son fils Jacques Nellens. Sous la houlette de ces directeurs, le casino organise également de nombreuses manifestations culturelles.